# (181708) 1993 FW
{{mp|(181708) 1993 FW, é um objeto transnetuniano (TNO) localizado no cinturão de Kuiper, uma região do Sistema Solar, ele é classificado como um cubewano. O mesmo possui uma magnitude absoluta (H) de 7 e, tem um diâmetro com cerca de 175 km, por isso existem poucas chances que possa ser classificado como um planeta anão, devido ao seu tamanho relativamente pequeno.

## Descoberta
(181708) 1993 FW foi descoberto no dia 28 de março de 1993 por David Jewitt e Jane Luu.

## Órbita
A órbita de (181708) 1993 FW tem uma excentricidade de 0.049, possui um semieixo maior de 43.774 UA e um período orbital de cerca de 287 anos. O seu periélio leva o mesmo a uma distância de 41.643 UA em relação ao Sol e seu afélio a 45.905 UA.